# Le Bignon-Mirabeau
Le Bignon-Mirabeau is een gemeente in het Franse departement Loiret (regio Centre-Val de Loire) en telt 261 inwoners (1999). De oppervlakte bedraagt 13,1 km², de bevolkingsdichtheid is 19,9 inwoners per km².
De onderstaande kaart toont de ligging van Le Bignon-Mirabeau met de belangrijkste infrastructuur en aangrenzende gemeenten.

## Demografie
Onderstaande figuur toont het verloop van het inwoneraantal van Le Bignon-Mirabeau vanaf 1962.

Bron: Frans bureau voor statistiek. Cijfers inwoneraantal volgens de definitie population sans doubles comptes (zie de gehanteerde definities)

## Geboren in Le Bignon-Mirabeau
- Honoré Gabriel de Riqueti , graaf van Mirabeau (1749-1791), revolutionair, charmeur en schrijver